# Désiré Collen

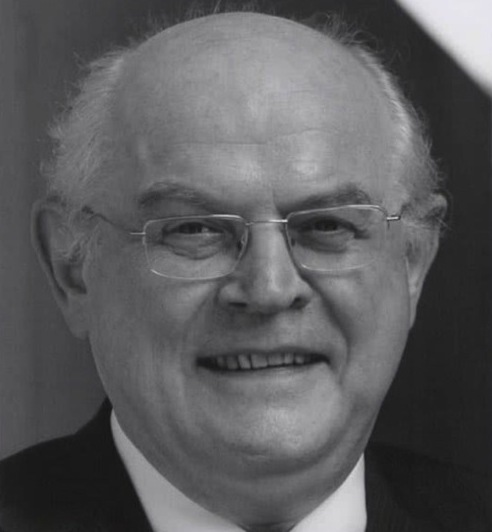
Désiré Collen

Désiré Collen (* 21. Juni 1943 in Sint-Truiden) ist ein belgischer Mediziner und Molekularbiologe.
Collen wurde 1968 an der Katholischen Universität Löwen in Medizin und 1974 in Chemie promoviert. Er wurde Professor an der Katholischen Universität Löwen, an der er seit 2002 Professor am Zentrum für vaskuläre und molekulare Biologie ist. Er leitet auch die Abteilung Transgene-Technologie und Gentherapie am Flämischen Institut für Biotechnologie.
1979 entdeckte er den Gewebespezifischen Plasminogenaktivator (tPA), der ab 1982 in rekombinanter DNA-Technologie von Genentech produziert wurde und der ein wesentlicher Fortschritt bei der Behandlung mit Thrombolyse (Schlaganfälle, Lungenembolien) war.
Er gründete 1991 die Biotech-Firma ThromboGenics. 1998 gründete er die Firma für Startup-Finanzierungen in der Biotechnik Life Sciences Research Partners.
Er war an über 650 Publikationen beteiligt und an über 20 Patenten.
1986 erhielt er den Louis-Jeantet-Preis, 1984 den Francqui-Preis und 2005 den Artois-Baillet Latour Health Prize. Seit 1989 ist er ordentliches Mitglied der Academia Europaea. 2013 wurde ihm von König Albert II. der Titel eines Barons verliehen.